# マンソリー・ベル・エア
マンソリー・ベル・エア (Mansory Bel Air) は、ドイツの自動車チューニングメーカーであるマンソリー社が、ロールス・ロイス・ファントム・ドロップヘッド・クーペをベースに開発した自動車である。
車名のベル・エア (Bel Air) は、アメリカ合衆国の都市・ロサンゼルスの1居住区域から採られた (ベル・エア) 。アルミホイールの装着・車両前部及び側面などに施された装飾 (apron) などが特徴として挙げられ、より豪華さが出るように仕立てられている。